# Trichiurus
Trichiurus – rodzaj morskich ryb okoniokształtnych z rodziny pałaszowatych (Trichiuridae).

## Zasięg występowania
Morze Śródziemne, Morze Czerwone, Ocean Indyjski po Chiny i Australię.

## Klasyfikacja
Gatunki zaliczane do tego rodzaju:
- Trichiurus auriga
- Trichiurus australis
- Trichiurus brevis
- Trichiurus gangeticus
- Trichiurus japonicus
- Trichiurus lepturus – pałasz[3]
- Trichiurus margarites
- Trichiurus nanhaiensis
- Trichiurus nickolensis
- Trichiurus nitens
- Trichiurus russelli